# BC Kamza Basket
El BC Kamza Basket es un club de baloncesto profesional de la ciudad de Kamëz, que milita en la Superliga, la máxima categoría del baloncesto albanés. Disputa sus partidos en el Bathorë Sports Hall, con capacidad para 400 espectadores.

## Historia
Fundado en 1962, es uno de los clubes más laureados de Albania, ya que posee 6 ligas (2003, 2004, 2005, 2006, 2007, 2013), 6 copas (2003, 2004, 2005, 2006, 2007, 2013) y 8 supercopas (2004, 2005, 2006, 2007, 2013, 2014, 2015, 2016).
Anteriormente el club estaba situado en Tropojë, hasta que en 2010 se mudaron a Kamëz.

## Nombres
- BC Dajti (1962-2001)
- BC Valbona Bajram Curri (2001-2010)
- BC Kamza Basket (2010-presente)

## Posiciones en liga
| - 2003 - 1º - 2004 - 1º - 2005 - 1º - 2006 - 1º - 2007 - 1º - 2010 - 3º - 2011 - 4º | - 2012 - 2º - 2013 - 1º - 2014 - 3º - 2015 - 3º - 2016 - 3º - 2017 - 4º - 2018 - 4º | - 2019 - 6º - 2020 - 2º-(Liga e pare) - 2021 - 1º - 2022 - 4º (Superliga) |

## BC Kamza Basket en competiciones europeas
FIBA EuroCup Challenge 2005-06
| Fase de grupos | Keravnos        | BC Kamza Basket | 87-62 | 66-78  |
| Fase de grupos | BC Kamza Basket | Olympia Larissa | 64-82 | 140-54 |

## Palmarés
- Campeón de la Superliga

2003, 2004, 2005, 2006, 2007, 2013
- Campeón de la Copa de baloncesto de Albania

2003, 2004, 2005, 2006, 2007, 2013, 2016
- Campeón de la Supercopa de baloncesto de Albania

2004, 2005, 2006, 2007, 2013, 2014, 2015, 2016

## Jugadores destacados
| - Nikolin Arra - Alfred Biberaj - Afrim Bilali - Fjorentin Bircaj - Roald Cubaj - Ardian Domi - Bruno Daliu - Herion Faslija - Olton Fishta - Marlen Gjeli - Fatjon Gjoka - Algert Gjonaj - Admir Hoxha - Maris Huti | - Endrit Hysenagolli - Elvis Ismeti - Arber Kadia - Sokol Kasmi - Arjonel Lame - Agron Lamnica - Eni Llazani - Shkelzen Llazani - Erblin Madani - Vildan Mitku - Henri Moja - Andi Mustafaj - Gjon Ndoja - Elvis Saiti | - Elton Saliaga - Mikel Serbo - Robert Shestani - Marlin Sukaj - Juxhin Talelli - Real Vorfa - Dino Hodžić - Dragan Pejić - Danilo Vojvodić - Ratko Stevović - Simon Ivezaj - David Dedvukaj - Edmond Azemi - Erkand Karaj |